# Puerto Barrios
Puerto Barrios je město v Guatemale na pobřeží Honduraského zálivu. Má přibližně 111 tisíc obyvatel a je správním centrem departementu Izabal. Je hlavním přístavem na karibském pobřeží Guatemaly a má silniční i železniční spojení s 300 km vzdálenou metropolí Ciudad de Guatemala. Nachází se zde také letiště.
Město bylo založeno v roce 1895 a pojmenováno podle guatemalského prezidenta Justa Rufina Barriose, který podporoval osídlování severní části země. Ekonomika města byla tradičně spojena s americkou ovocnářskou firmou United Fruit Company. V únoru 1976 bylo Puerto Barrios poničeno zemětřesením a poté byl vybudován moderní přístav v lokalitě Santo Tomás de Castilla. Ve výstavbě je mrakodrap Torre Manatí, který má měřit 140 metrů a být nejvyšší budovou Střední Ameriky.
Hlavními produkty jsou banány, káva, chicle, mořské ryby a želvy. Město má ekvatoriální podnebí a je obklopeno tropickou džunglí, dominantou je hora Cerro San Gil.
Nedaleko se nachází mayské archeologické naleziště Quiriguá a přírodní rezervace Punta de Manabique.